# Fundição Progresso
A Fundição Progresso é um centro cultural e casa de espetáculos situado no bairro da Lapa, na região central da cidade do Rio de Janeiro, no Brasil. Localiza-se no edifício onde esteve originalmente sediada a Fábrica de Fogões Progresso.
A Fundição Progresso é conhecida sobretudo por receber artistas renomados e por realizar projetos como o "Concurso Nacional de Marchinhas Carnavalescas".

## Estrutura
A casa funciona como um grande centro de formação e circulação de informação em diferentes áreas artísticas como música, teatro, vídeo, cinema, dança e circo, através dos diversos grupos sediados no local, como é o caso de Intrépida Trupe, Armazém Cia. de Teatro, Teatro de Anônimo, Filmes do Serro, Vídeo Fundição, entre outros. Nesse espaço, os grupos pesquisam linguagens, ensaiam, apresentam e ensinam arte. Companhias e eventos de diferentes portes convivem dentro da fábrica.
Desde 1999, sob administração de Márcio Galvão, Mauricio Sette, José Carlos Fernandes e Perfeito Fortuna (fundador do Circo Voador), a Fundição Progresso passou por inúmeras reformas e melhorias, realizadas com o que é arrecadado pela bilheteria dos diversos eventos que acontecem na casa. Um dos responsáveis pela reforma foi o designer João Bird, atual diretor de arte da Fundição, que assinou a nova fachada e vários projetos de melhorias internas.

## História
O prédio da Fundição Progresso, que se localiza no Centro Histórico da cidade do Rio de Janeiro, é um patrimônio histórico. Ali, estava sediada a Fábrica de Fogões Progresso, fundada no final do século XIX e fechada em 1976.
Com o fechamento da fábrica, o prédio ficou desocupado e iria ser demolido, mas, em 1982, um grupo de artistas e produtores ocupou o prédio a fim de impedir a demolição e transformar o lugar num grande shopping cultural. Com um aporte do equivalente a 8 milhões de reais, o Banco Nacional de Desenvolvimento Econômico e Social viabilizou a criação do centro cultural, que, desde então, já esteve sob diversas administrações.

## Casa de espetáculos
A casa de espetáculos da Fundição pode acomodar aproximadamente cinco mil pessoas. Por lá, já se apresentaram inúmeros artistas e bandas.
Entre as atrações brasileiras, já se apresentaram, na grande arena da casa, nomes como Caetano Veloso, Cássia Eller, Lulu Santos, Lenine, Pitty, Luis Melodia, Nando Reis, Zeca Pagodinho, Jorge Ben Jor, e as bandas O Rappa, Cidade Negra, Titãs, Os Paralamas do Sucesso, Natiruts e Los Hermanos, entre muitos outros. Artistas e grupos internacionais como Marilyn Manson, Franz Ferdinand, Ziggy Marley, Slayer, Greta Van Fleet, Manu Chao, Motorhead, Australian Pink Floyd, Bob Sinclar, Israel Vibration, e Steel Pulse, Epica, Tarja Turunen e Andre Matos também já se apresentaram na Fundição. A Fundição também já foi palco da disputa final de samba-enredo da escola de samba Império Serrano, para o carnaval de 2012.

## Projetos

### NEC – Núcleo de Educação e Cultura
O projeto Núcleo de Educação e Cultura Fundição de Paz e Progresso oferece aulas gratuitas de teatro, dança, filosofia, percussão, acrobacia, cenografia e grafite a estudantes de escolas públicas da região. A iniciativa envolve a comunidade de artistas e educadores que atuam na Fundição Progresso e estabelece uma ponte entre os jovens, a escola e o centro cultural. O objetivo é apresentar produtos culturais, identificar aptidões, desenvolver talentos, promover a inserção desta produção no cenário cultural da cidade e, quando possível, encaminhá-los à profissionalização e ao mercado de trabalho.

### Concurso Nacional de Marchinhas
Criado em 2005 pela Fundição Progresso, o Concurso Nacional de Marchinhas Carnavalescas da Fundição Progresso é um evento anual que ocorre entre os meses de setembro e fevereiro. A disputa já recebeu inscrições de todos os Estados brasileiros e é um dos elementos responsáveis pela revitalização do carnaval de rua carioca.

## Perfil da Fundição e questões sociais
O Centro Cultural Fundição Progresso investe em eventos variados, mas sempre prima pela qualidade. Seu espírito alternativo, porém confortável, procura oferecer preços populares e convidativos em sua programação, bem como trazer, à casa, nomes consagrados da música brasileira e internacional, além de atrações de diferentes vertentes artísticas.
Uma das principais características da Fundição é promover um intercâmbio entre diferentes manifestações culturais como, por exemplo, programar performances de circo (ou artes cênicas em geral) nas aberturas dos shows que acontecem aqui. Dar oportunidade para novos artistas também faz parte da proposta da Fundição, que sempre abre espaço para que os novatos mostrem a que vieram.
A questão social também se faz presente na realidade da Fundição, que é uma organização não governamental consciente de seu papel na sociedade.